# Scărișoara (Alba)
Scărișoara (Alba) é uma comuna romena localizada no distrito de Alba, na região histórica da Transilvânia. A comuna possui uma área de 94.41 km² e sua população era de 1720 habitantes segundo o censo de 2007.